# Війзуська сільська рада
Ві́йзуська сільська рада (ест. Viisu külanõukogu, рос. Вийзуский сельский совет) — сільська рада в Естонській РСР, адміністративно-територіальна одиниця в складі повіту Ярвамаа (1945—1950) та Пайдеського району (1950—1954).

## Населені пункти
Сільській раді підпорядковувалися населені пункти:
поселення (asundus): Війзу (Viisu), Коорді (Koordi), Єетла (Öötla);
села: Водья (Vodja), Війзу (Viisu), Коорді (Koordi), Єетла (Öötla).

## Історія
8 серпня 1945 року на території волості Кареда в Ярваському повіті утворена Війзуська сільська рада з центром у селі Коорді. 
26 вересня 1950 року, після скасування в Естонській РСР повітового та волосного поділу, сільська рада ввійшла до складу новоутвореного Пайдеського сільського району.
17 червня 1954 року в процесі укрупнення сільських рад Естонської РСР Війзуська сільська рада ліквідована. Її територія склала південно-західну частину Еснаської сільської ради та північну — Пайдеської.